# Telestes muticellus
Telestes muticellus és una espècie de peix cipriniforme de la família dels ciprínids.

## Morfologia
- Els mascles poden assolir 17 cm de longitud total.[1][2]

## Alimentació
Menja principalment invertebrats aquàtics i algues.

## Hàbitat
És un peix d'aigua dolça i de clima temperat.

## Distribució geogràfica
Es troba a Europa: Itàlia, França i Suïssa.